# Eugene Richer Dit Lafleche
Eugène Richer (La Flèche)
‘’‘Eugène Richer’’’, dit ‘’‘La Flèche’’’, (17 avril 1871 – 10 janvier 1925) est un ancien policier québécois devenu fondateur de la Mission de l’Esprit-Saint, un mouvement religieux syncrétique. Il se considérait comme l’incarnation de l’Esprit-Saint et a influencé plusieurs communautés religieuses au Québec et aux États-Unis.« Mission de l’Esprit-Saint — Wikipédia », sur fr.wikipedia.org (consulté le 18 août 2025)
⸻
Biographie
Eugène Richer est né le 17 avril 1871 à Saint-Georges-de-Windsor, Québec. Il a exercé comme policier à Montréal avant de fonder la Mission de l’Esprit-Saint en 1913, affirmant être l’incarnation de l’Esprit-Saint. Il est décédé le 10 janvier 1925 à Los Angeles, Californie.« Mission de l’Esprit-Saint — Wikipédia », sur fr.wikipedia.org (consulté le 18 août 2025)
⸻
Mission de l’Esprit-Saint
La Mission de l’Esprit-Saint est un mouvement religieux fondé au Québec et développé également aux États-Unis. Elle se caractérise par des croyances syncrétiques, incluant la réincarnation et l’idée selon laquelle les âmes des fidèles doivent se réincarner dans de futurs enfants, tandis que les âmes des infidèles seraient condamnées à se réincarner dans des formes inférieures.« Mission de l’Esprit-Saint — UNADFI », sur UNADFI (consulté le 18 août 2025)
Le mouvement est dirigé par un conseil de serviteurs, comprenant notamment Richer Lacroix, Daniel Bérubé, Gratiel St-Amand et Eugène Lafleur.
⸻
Controverses
En 2019, plusieurs dirigeants de la Mission ont été accusés d’outrage au tribunal pour avoir refusé de remettre au ministère de l’Éducation la liste des enfants âgés de 6 à 16 ans sous leur autorité.« Quatre dirigeants de la Mission de l’Esprit-Saint accusés d’outrage au tribunal », sur TVA Nouvelles, 27 novembre 2019 (consulté le 18 août 2025)
Le mouvement a été critiqué pour ses pratiques non conventionnelles et le contrôle strict exercé sur ses membres.
⸻
Références
	•	« Mission de l’Esprit-Saint — Wikipédia », sur fr.wikipedia.org (consulté le 18 août 2025)
	•	« Mission de l’Esprit-Saint — UNADFI », sur UNADFI (consulté le 18 août 2025)
	•	« Quatre dirigeants de la Mission de l’Esprit-Saint accusés d’outrage au tribunal », sur TVA Nouvelles, 27 novembre 2019 (consulté le 18 août 2025)